# Cubatyphlops anousius
Cubatyphlops anousius är en ormart som beskrevs av Thomas och Hedges 2007. Cubatyphlops anousius ingår i släktet Cubatyphlops och familjen maskormar. Inga underarter finns listade i Catalogue of Life.
Denna orm förekommer i södra Kuba i provinsen Guantánamo. Arten lever i låglandet. Det kända habitatet är en klippig ravin med glest fördelad växtlighet. Honor lägger ägg.
Ett ökande antal orkaner kan påverka beståndet negativ. Fram till 2016 var endast ett exemplar känt. IUCN listar arten med kunskapsbrist (DD).